# Babesios

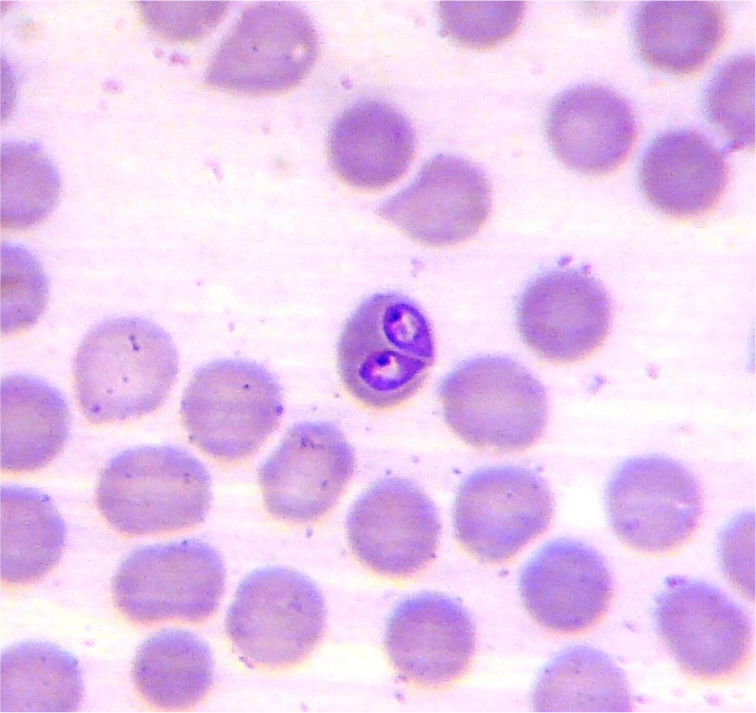
Babesia smittad hund

Babesios är en infektionssjukdom orsakad av parasiter inom släktet Babesia. Det är en sjukdom som främst sprids via fästingar och som ger flera symtom, däribland feber, blodbrist och organsvikt. Sjukdomen kan drabba både människor och djur.  Smittan kan spridas vidare av alla olika stadier av fästingen: larv, nymf och vuxen.
När en fästing som bär på en typ av babesiaparasit biter ett värddjur så sprutar de in sporozoiter i dess blod som tar sig till värddjurets röda blodkroppar och väl där inne så utvecklas det till trophoziter som reproducerar sig asexuellt till merozoiter. 
När antalet merozoiter ökar, spricker till slut de röda blodkropparna och smittan kommer ut i blodbanan där de kan fortsätta att infektera nya röda blodkroppar. Babesiosinfektionen aktiverar både det medfödda immunförsvaret och det adaptiva immunförsvaret. Efter att en fästing har infekterat sin värd är parasiten fri i blodet en kort tidsperiod. Immunförsvaret aktiveras då genom att antikroppar kan binda och neutralisera parasiten innan den kommer till målcellen.
De första fallen av vad som troligtvis var babesios finns beskrivna i flera gamla skrifter, däribland bibeln, och sjukdomen är sedan hundratals år känd hos boskap. Det var dock först 1888 sjukdomen erkändes officiellt. Under 50-60-talet upptäcktes att sjukdomen är eller hade utvecklats till en zoonos, en sjukdom som kan överföras från djur till människor, och den klassificerades som en infektionssjukdom för människor  Andra benämningar för babesios är piroplasmos, sommarsjuka, blodpinkning och blodhalning

## Etiologi
Babesios orsakas av att parasiter infekterar ett värddjur via en så kallad vektor, vilket inom infektionssjukdomar beskriver något som överför en sjukdom mellan värdar. Parasiternas livscykel går ut på att de i olika faser använder olika värddjur för fortplantning, något som kan orsaka sjukdomen babesios hos vissa värddjuren. Sjukdomsförloppet varierar beroende på vilken art av Babesia som orsakar den, och den är vanligast hos boskap och sällskapsdjur, även om vissa former kan infektera människor
Det finns hundratals olika djur som agerar värd för Babesia och som drabbas av babesios, men endast ett fåtal av dessa är värd för de arter som via vektorer kan föras över till människor. När människor drabbas av babesios sker det oftast av en olycksalig slump snarare än som en del av parasitens naturliga livscykel. De enda kända djur som kan agera vektor för Babesia till människor är hårda fästingar i släktet Ixodes, dock har endast ett fåtal typer av dessa fästingar observerats överföra Babesia till människor.

## Human babesios
Babesios sprids oftast till människor från djur via en vektor, vilket i fallet Babesia är fästingar. I ett fåtal fall har dock sjukdomen överförts direkt mellan människor, bland annat har foster smittats av sin mor via livmodern, spädbarn vid förlossning och vuxna via blodtransfusion Sjukdomen babesios har även kallats piroplasmos och sommarsjuka och Carl von Linné uppmärksammade sjukdomen redan på 1700-talet. Babesia microti, Babesia divergens och Babesia duncani är de arter som vanligtvis orsakar babesios hos människor. Det finns också rapporter om att Babesia bovis och Babesia canis också kan orsaka infektioner hos människor. I Sverige och Europa är det ovanligt att människor smittas av sjukdomen babesios, men vid de få tillfällen då det sker får den drabbade ofta allvarliga symptom. Generellt sett drabbas mest människor som ligger i riskgrupper av babesios, till exempel personer som saknar mjälte. I Sverige upptäcktes det första fallet av babesios år 1992 hos en man som led av aspleni.
Sjukdomen har visat sig i två olika versioner där den ena finns i USA och den andra i Europa. Drabbade i Europa har uppvisat allvarligare symtom än i USA. Flera fall i USA har varit lindriga och den drabbade har inte behövt behandling. I Europa däremot är det vanligare att den drabbade får svårare symtom. Man tror även att varianten av babesios som ger lindrigare symptom kan finnas i Europa, men att den på grund av sina lindriga besvär inte har uppmärksammats som en sjukdom.

## Symtom
Babesios kan presentera på flera sätt. Vissa får svåra symtom, andra märker knappt att de drabbats. Detta beror dels på att det finns skillnader i hur olika parasiter inom släktet påverkar sina värddjur men också skillnader i värddjurens immunsvar. Generellt gäller att symtomen liknar influensa i varierade grader, med feber, värk och trötthet som primära symtom

### Människan
Human babesios kan ge upphov till olika symtom hos människan. Vissa människor uppvisar inga symtom, medan andra kan få influensaliknande symtom som feber, illamående, trötthet, huvudvärk och förlorad aptit. Vissa drabbas dock av hög feber, blodbrist och hemoglobinuri, förekomst av hemoglobin i urin. I värsta fall uppstår blodförgiftning och organsvikt, något som kan leda till döden.
Symtomen märks oftast efter 1-4 veckor men kan i vissa fall komma efter någon månad. Människor som har svagt immunförsvar, saknar mjälte, har lever- eller njursjukdomar samt äldre människor ligger i riskzonen. Babesios kan vara en besvärlig sjukdom och i vissa fall livshotande. Besvär som kan uppstå är bland annat hemolytisk anemi och problem med blodtrycket som kan vara lågt och instabilt. Människan kan även få komplikationer med livsviktiga organ som lever, njurar och lungor.
Exakt hur symtomen artar sig varierar beroende på vilken typ av parasit som drabbar individen. Det finns ett fåtal kända arter av Babesia som kan infektera människor, varav Babesia microti, Babesia divergens och Babesia venatorum är de mest kända. Ett fåtal andra arter misstänks också angripa människor, men endast enstaka fall av detta finns rapporterade.
Babesios till följd av B. microti är den vanligaste formen av babesios. Symtomen varierar stort inom denna grupp, de kan vara allt ifrån lätt influensaliknande symtom till koagulationsstörningar och njursvikt, även om de sista två drabbar färre än 1 % av de som infekteras. I flera fall är babesios till följd av B. microti helt asymtomatisk.
Babesios till följd av B. divergens uppstår snabbt, inom en till tre veckor från infektionstillfället, och ger de grövsta symtomen. Vanligtvis ses hög feber, blodförgiftning, frossa, diarré och kräkningar. Senare utvecklas ofta även hemoglobinuri och ikterus . I de värsta fallen kommer hemolys leda till utveckling av njur-, lever-, eller hjärtsvikt. Babesios till följd av B. divergens leder i ca 42 % av alla fall till döden.
Babesios till följd av B. venatorum är lik den orsakad av B. divergens, men mildare och därmed inte lika farligt. 

### Djur
Boskapsdjur är en väldigt utsatt grupp, siffror från 2004 visar att hälften av världens 1,2 miljarder boskapsdjur är i riskgruppen för att bli infekterade. De vanligaste typerna av parasiten Babesia som överförs av fästingsläktet Ixodes till boskapsdjur är Babesia bovis, Babesia bigemina och Babesia divergens. Läkemedel mot Babesia och vaccinationer används idag för att hålla babesios under kontroll. Vaccin mot sjukdomen är det mest effektiva för att skydda boskapsdjur och har varit avgörande i många länder. Australien ligger i fronten när det gäller vaccinproduktion och det finns framför allt vaccin som skyddar mot Babesia bovis och Babesia bigemina. Det läggs mer pengar på vaccinutvecklingen för boskap och andra djur än människor eftersom dessa är mycket mer utsatta och drabbade än människor.
Bland veterinärer i Sverige är babesios en välkänd sjukdom som framförallt drabbar kor och får i södra och mellersta delarna av Sverige. I Sverige kallas sjukdomen “Sommarsjuka” eller “Blodgång” för boskap som drabbas. Parasiterna orsakar blodbrist hos djuren då blodceller dör när parasiterna infekterar dem. Djuren visar ofta tecken på att vara drabbade av parasiten genom att de kissar blodblandad skummande urin. Ett tidigt tecken kan vara att de ofta ligger ner och inte följer flocken. Temperaturen är också ett symtom, ju lägre temperatur desto allvarligare tillstånd. Ju tidigare man upptäcker parasiterna desto bättre är det; upptäcker man dem sent kan en blodtransfusion behöva göras för djuret ska överleva. Sjukdomen kan ha dödlig utgång om inte hjälp sätts in i tid.
Även hundar kan drabbas av babesios, genom att arten Babesia gibsoni angriper hunden. Sjukdomen är sällsynt i Sverige då fästingtypen som smittar hundar inte finns i Sverige. Symtomen hos hundar liknar på många sätt människans till exempel trötthet, feber, häftigare andning och mörkare färg på urinen. Symtom kan uppstå cirka tre veckor efter smittotillfället. Vissa hundar får inga symtom alls medan andra får betydligt svårare komplikationer.
Hundar kan få många sjukdomar som ger liknande symtom som babesios, och därför behöver man ibland göra speciella prover för att fastställa att det verkligen är babesios. Ett av proverna går ut på att man undersöker de röda blodkropparna i mikroskop, där ser man om de är infekterade. Ett annat prov man kan ta kallas för serologisk undersökning. Undersökningen går ut på att man ser om hunden bildat antikroppar mot Babesia-parasiterna. Detta prov kan man behöva ta två gånger för att se ifall det är nya antikroppar eller om hunden bildat dem tidigare då den kanske haft sjukdomen utan att visa symtom.

## Diagnos och behandling
Diagnosticering av babesios sker i två steg. Det första är genom så kallad klinisk presentation, de symtom som syns utåt, det andra säkerställer diagnosen via blodprov. Detta är nödvändigt då den kliniska presentationen av babesios är mycket lik den för malaria. Analys via blodprov är dessutom säkert, då babesiaparasiter har mycket karaktäristiska utseenden. Vid svåra fall av babesios kan även magnetkameraundersökning användas för att utröna förändringar i organ, främst i mjälten
Behandling av babesios varierar med typ av parasit. Patienter infekterade med B. divergens behandlas på grund av sjukdomens destruktiva förlopp alltid som akutfall, medan patienter infekterade med B. microti oftast tillåts läka ut av sig själva. I svåra fall består behandlingen av en blandning av livsuppehållande åtgärder, såsom blodtransfusioner och läkemedel som stabiliserar blodcellerna, och av antimikrobiella läkemedel som ämnar ta död på parasiten.

### Människan
Genom blodprov kan man fastställa diagnosen för babesios. Man undersöker de röda blodkropparna och letar efter Babesia-parasiterna med hjälp av ett mikroskop. Människor som inte är i riskzonen märker oftast inga symptom och behöver därför inte behandlas. För människor som är i riskzonen finns det effektiv behandling som pågår 7–10 dagar med receptbelagd medicin. För kritiskt drabbade kan dialys eller blodutbyte vara nödvändigt och babesios kan i värsta fall leda till döden.
I nuläget finns det inget vaccin mot babesios för människor. Det går att skydda sig genom att bära långbyxor nerstoppade i strumpor och långärmad tröja när man befinner sig utomhus där det är stor risk för fästingar. Det är en fördel att ha ljusa kläder så att man lätt ser fästingarna.

### Djur
För hundar som insjuknat finns det läkemedel som ger snabb och bra effekt. Om hunden har fått svåra komplikationer efter infektionen kan det hända att behandlingen inte hjälper och det kan leda till att hunden dör trots intensivvård. Det finns även förebyggande medicin som motverkar fästingangrepp, vilket kan vara bra att ha om man ska resa med hund i de länder där fästingen som bär på babesiaparasiten förekommer. Under resans gång är det viktigt att undersöka sin hunds päls, så att man så snabbt som möjligt kan plocka bort eventuella fästingar. Människan kan inte bli smittad av en infekterad hund på grund av att Babesia gibsoni inte orsakar sjukdom hos människan.
Det kan förekomma att djur är kroniskt asymtomatiska bärare på babesios. Efter att symtomen upphört kan hunden fortfarande bära på smittan. De djur som är kroniskt bärare på smittan har förhöjda halter av antikroppar i kroppen.

## Förebyggande åtgärder
I nuläget finns inga vacciner mot babesios för människor, inte heller är sjukdomen vanlig nog att stora samhällsåtgärder för att främja dessa har dömts värda att utföra. Vidare så är vacciner mot Babesia svåra att ta fram, då de olika arterna särskiljer sig från varandra och därför reagerar olika starkt mot olika ämnen. Detta till trots fortgår studier för att i framtiden försöka vaccinera människor mot babesios, framförallt babesios via B. divergens. Det är dock möjligt att vaccinera viss boskap mot babesios, något som gjorts länge. Ungdjur under ett år brukar utveckla en immunitet utan att bli lika sjuka som äldre djur men det innebär också att värdpoolen bibehålls.

## Patofysiologi och diagnos
Parasiten genomgår flera förändringar i sin livscykel, vilka på olika sätt påverkar värddjurets immunsystem. Sjukdomen orsakas av att parasiten, utöver att aktivera det direkta immunsvaret när den infekterar kroppen, som en del av sin livscykel tar sig in i och bryter ned röda blodkroppar, erytrocyter, vilket leder till hemolys och därigenom hemolytisk anemi. Erytrocyter ansvarar för transport av syre i blodkärl, varvid detta även leder till syrebrist i kroppen, så kallad anoxi. Vidare orsakas sepsis, blodförgiftning, av de ämnen som läcker ut ur erytrocyten och in i blodbanan
l vissa faser av livscykel, de faser som uppstår efter infektion men innan den invaderar erytrocyterna, är parasiten känslig för kroppens direkta immunsvar och det är då de generella symtomen uppstår. Detta har dock liten betydelse för individens förmåga att bli frisk från infektionen, samt har ifrågasatts av vissa som menar att Babesia misstänks ha förmågan att vända kroppens direkta immunsvar till sin fördel. När parasiten sedan tar sig vidare in i erytrocyterna uppstår de svårare symtomen på sjukdomen.
De flesta av de symtom som ses vid babesios orsakas av antingen anoxi eller sepsis, men då vissa studier visat att halt av Babesia och anemi i en person med babesios inte alltid stämmer överens med dennes symtombild misstänkts även andra bakomliggande faktorer kunna spela in. Det är idag oklart exakt vilka dessa faktorer är, men en teori är att sjukdomen på något sätt leder till en överproduktion av proinflammatoriska mediatorer, vilka i sin tur kan orsaka eller förvärra flera av de svårare symtomen.

## Epidemiologi och prevalens

### Hos människor
De flesta fall av babesios hos människor har uppstått i de varmare delarna av Europa och USA. Det exakta antalet infektioner av Babesia är okänd, men sannolikt är mörkertalet stort. Det misstänks att en stor andel människor är passiva bärare av någon form av Babesia, framförallt i USA där de mildare formerna av babesios är vanliga. I Europa sprids däremot främst den för människor mer farliga B. divergens, något som sannolikt ligger bakom det faktum att 42% av de som drabbas av babesios i Europa avlider.
Sjukdomen kan drabba människor av båda könen och i alla åldrar, men finns som vanligast hos människor i åldrarna 40-60 år. Blodundersökningar i USA har visat att barn har likadan förekomst av antikroppar som vuxna, trots att få fall av babesios bland barn finns rapporterade. Detta kan bero på att symptomen kan förväxlas med barns övriga infektioner, varvid det oftast är de svåraste fallen av babesios som upptäckts.
I flera stater i USA är Babesia numera en anmälningspliktig smitta  . I Sverige inkluderas inte Babesia i biologiska tester av nya blodgivare . Däremot är babesios hos vissa djur anmälningspliktig.
Bland människor har enstaka fall beskrivits i Sverige. En yngre man som tidigare fått mjälten bortopererad men som i övrigt var frisk fick en svår parasitinfektion som krävde intensivvård . I ett annat fall fick en 52-årig man med tidigare hematologisk malignitet och bortopererad mjälte problem med återkommande infektionsepisoder där systemisk infektion med B. venatorum slutligen kunde konstateras och adekvat behandling kunde ges . 
Under 2019 kom en serologisk studie från Sydsverige där blodprover från personer med Borreliainfektion hade undersökts och jämförts med en, vad man visste, frisk kontrollgrupp. Bland 86 Borreliapositiva individer hade 14 personer (16%) antikroppar mot B. divergens och, eller antikroppar mot B. microti. Bland kontrollpersonerna var samma procentsiffra 2,5%. Denna studie påvisade främst IgG-antikroppar och indikerar därmed en genomgången infektion eller immunisering. Fördelningen mellan de två babesiaarterna var ungefär lika stor vilket ytterligare förstärkte misstanken om att B. microti kan vara frekvent förekommande även i Europa . Sedan tidigare är B. microti väl uppmärksammad i USA (se nedan).
När det gäller USA är Babesiosis mer uppmärksammad och antalet rapporterade fall har under 2010-talet, ökat till drygt 2000 humana fall årligen i slutet av decenniet. De största antalen är begränsad till ett fåtal delstater med infektion från främst B. microti. 

### Hos tamdjur
De tamdjur som drabbas är främst nötboskap, får, hästar och hundar. Symptomen för djur varierar precis som för människor från inga alls till anemi, feber, blod i urinen, skador på inre organ och i värsta fall döden.

### Hundar
I världen finns minst sju olika arter av Babesia som orsakar babesios hos hundar, varav fyra har identifierats hos hundar i Europa (B. canis, B. vogeli, och B. microti) där B. canis är den vanligast förekommande Babesios för hund finns inte i Sverige då de fästingar som bär parasiten inte finns i Sverige.

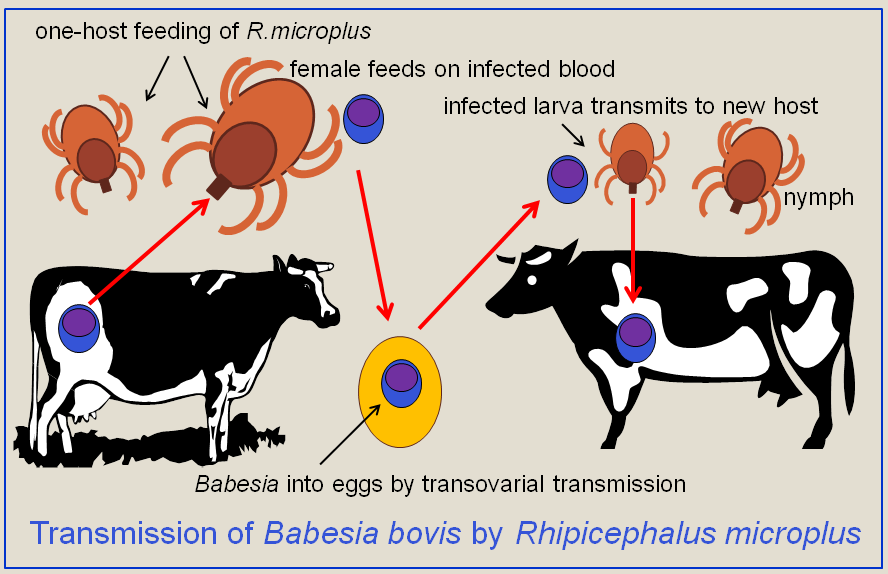
Babesia bovis

### Nötdjur
För köttindustrin är Babesia ett reellt hot som beräknas beröra runt 1,3 miljarder djur i stora områden av Asien, Afrika, Australien, centrala och södra Amerika och Sydeuropa. För Sveriges del finns den i södra delarna och på Gotland. Den vanligaste arten som drabbar köttdjur i tropiska länder är B. bovis och B. bigemina. I Europa är det B. divergens. Samtliga kan orsaka livshotande hemolytisk anemi men även andra blodsjukdomar.

### Får
I de tropiska och subtropiska delarna av jorden är B. ovis ett stort hot mot fårhållningen. Symtomen för får liknar de för nötdjur. Arbete med att ta fram ett vaccin pågår.